# Markus Näslund
Markus Näslund (ur. 30 lipca 1973 w Örnsköldsvik) – szwedzki hokeista, reprezentant Szwecji, olimpijczyk.

## Kariera
- Ångermanland (1988)
- Örnsköldsviks SK (1988–1989)
- Modo Hockey (1989–1993)
- Pittsburgh Penguins (1993-1996)
  -  Cleveland Lumberjacks (1993-1995)
- Vancouver Canucks (1995-2004)
- Modo Hockey (2004–2005)
- Vancouver Canucks (2005 -2008)
- New York Rangers (2008-2009)
- Modo Hockey (2009–2010)

Wychowanek klubu Järveds IF.
Uczestniczył w turniejach mistrzostw świata w 1993, 1996, 1999, 2002, Pucharu Świata 1996, 2004 oraz zimowych igrzysk olimpijskich 2002.
W marcu 2010 roku zakończył karierę zawodniczą. W tym czasie został menedżerem generalnym w klubie MODO.

## Sukcesy i wyróżnienia
Reprezentacyjne
- Złoty medal mistrzostw Europy juniorów do lat 18: 1990
- Srebrny medal mistrzostw Świata Juniorów do lat 20: 1992, 1993
- Srebrny medal mistrzostw świata: 1993
- Brązowy medal mistrzostw świata: 1999, 2002

Klubowe
- Złoty medal TV-Pucken: 1989 z Ångermanland
- Mistrzostwo Dywizji NHL: 1994, 1996 z Pittsburgh Penguins, 2004, 2007 z Vancouver Canucks
- Puchar Wiktorii: 2008

Indywidualne
- Mistrzostwa Europy juniorów do lat 18 w hokeju na lodzie 1991:
  - Trzecie miejsce w klasyfikacji strzelców turnieju: 14 goli
  - Drugie miejsce w klasyfikacji kanadyjskiej turnieju: 16 punktów[2]
- Sven Tumbas Stipendium - najlepszy napastnik TV-Pucken: 1989
- Mistrzostwa świata juniorów do lat 20 w 1992:
  - Pierwsze miejsce w klasyfikacji strzelców turnieju: 8 goli
- Mistrzostwa świata juniorów do lat 20 w 1993:
  - Pierwsze miejsce w klasyfikacji strzelców turnieju: 13 goli
  - Skład gwiazd turnieju
- NHL (2000/2001):
  - Viking Award - nagroda dla najbardziej wartościowego szwedzkiego zawodnika w lidze NHL
- NHL (2001/2002):
  - Pierwszy skład gwiazd
- NHL (2002/2003):
  - Pierwszy skład gwiazd
  - Pierwsze miejsce w klasyfikacji strzelców zwycięskich goli meczowych: 12 goli
  - Lester B. Pearson Award
  - Viking Award - nagroda dla najbardziej wartościowego szwedzkiego zawodnika w lidze NHL
- NHL (2003/2004):
  - Pierwszy skład gwiazd
  - Viking Award - nagroda dla najbardziej wartościowego szwedzkiego zawodnika w lidze NHL

Wyróżnienia
- Jego numer 19 został zastrzeżony przez klub Vancouver Canucks: 2010

## Inne informacje
W 1995 roku pojawił się w jednej ze scen filmu Nagła śmierć (wraz z nim Kanadyjczyk Luc Robitaille).